# Buschtěhrader Eisenbahn

Streckennetz der Buschtěhrader Eisenbahn

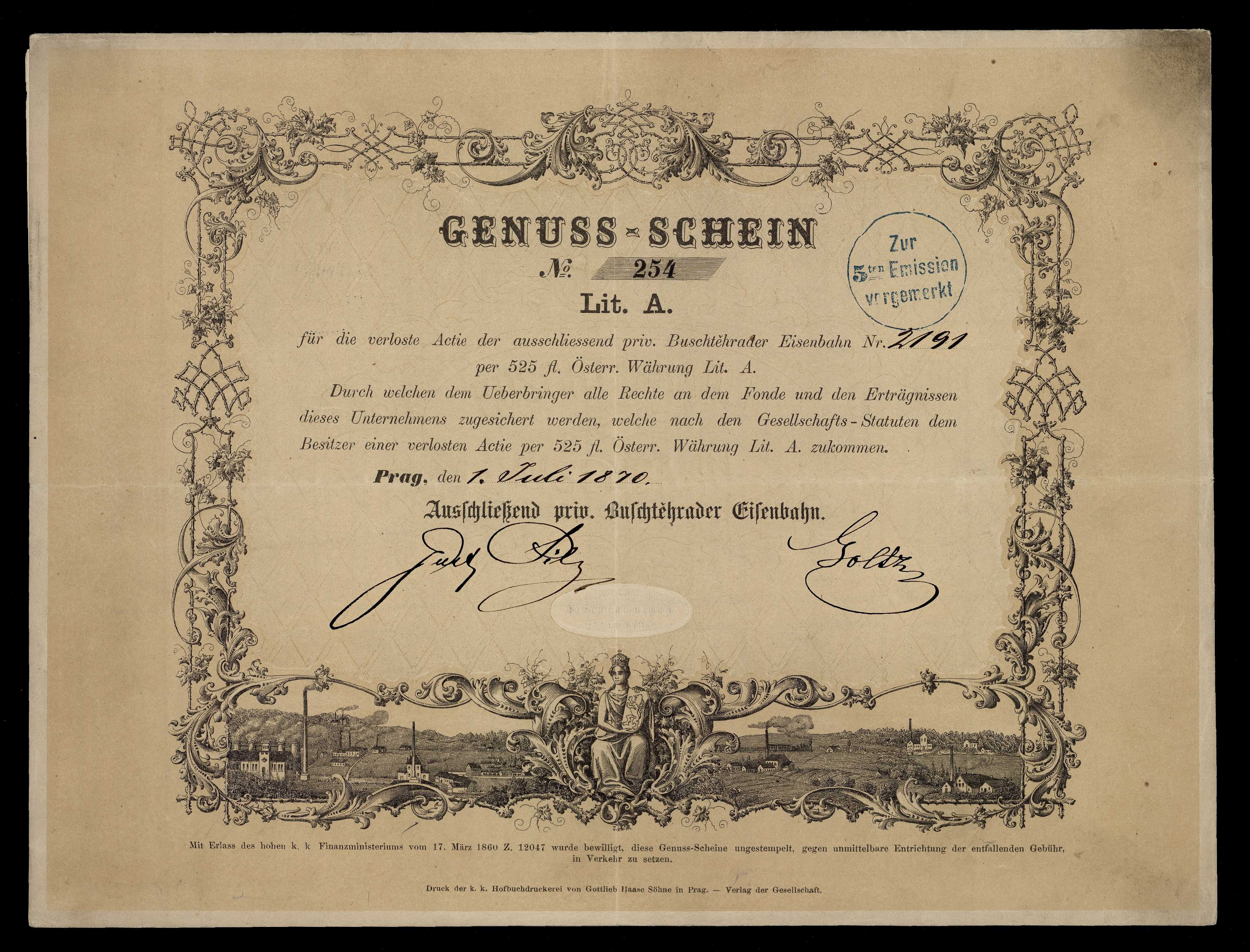
Genuss-Schein der Buschtěhrader Eisenbahn vom 1. Juli 1870

Die Buschtěhrader Eisenbahn, kurz: B.E.B. (tschechisch: Buštěhradská dráha; BD) war eine private Eisenbahngesellschaft in Österreich und dessen Nachfolgestaat Tschechoslowakei. Die Gesellschaft betrieb von 1855 bis 1922 ein Streckennetz in Nordwestböhmen. Durch die Bahngesellschaft wurden das Erzgebirge und der Egergraben mit Prag verbunden.

## Geschichte

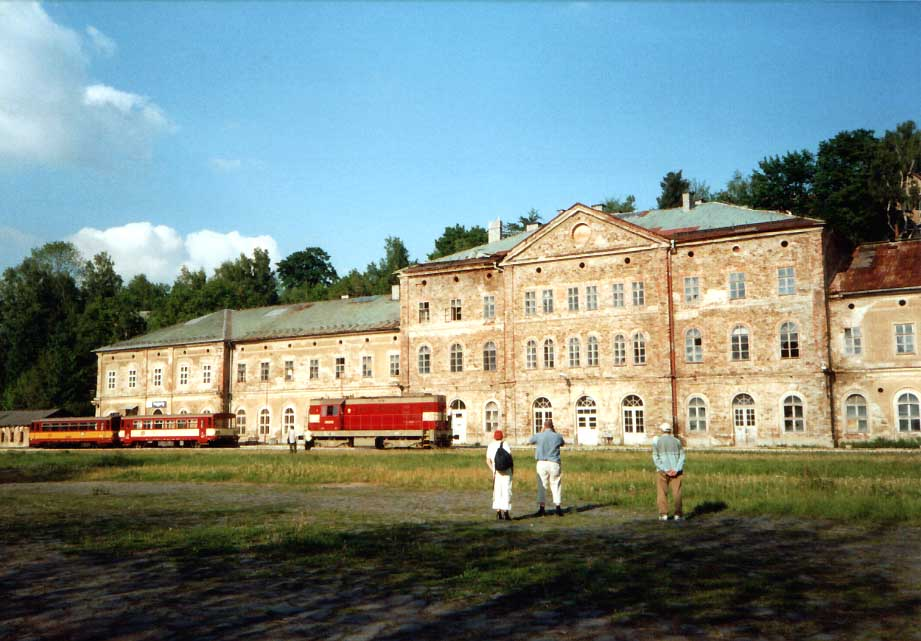
Grenzbahnhof der Buschtěhrader Eisenbahn in Weipert (Vejprty)

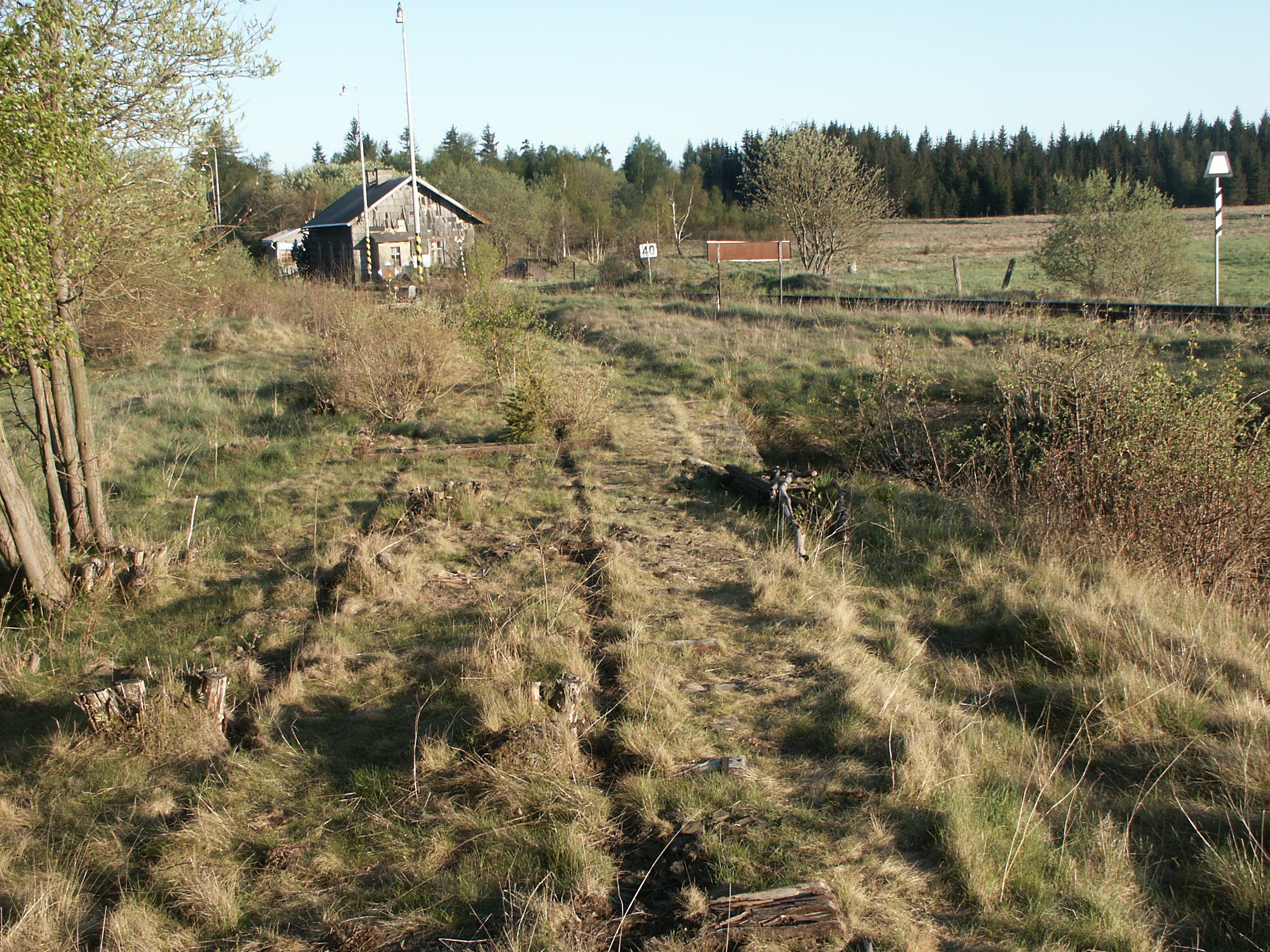
Bahnhof Křimov, stillgelegte Strecke nach Reitzenhain (2007)

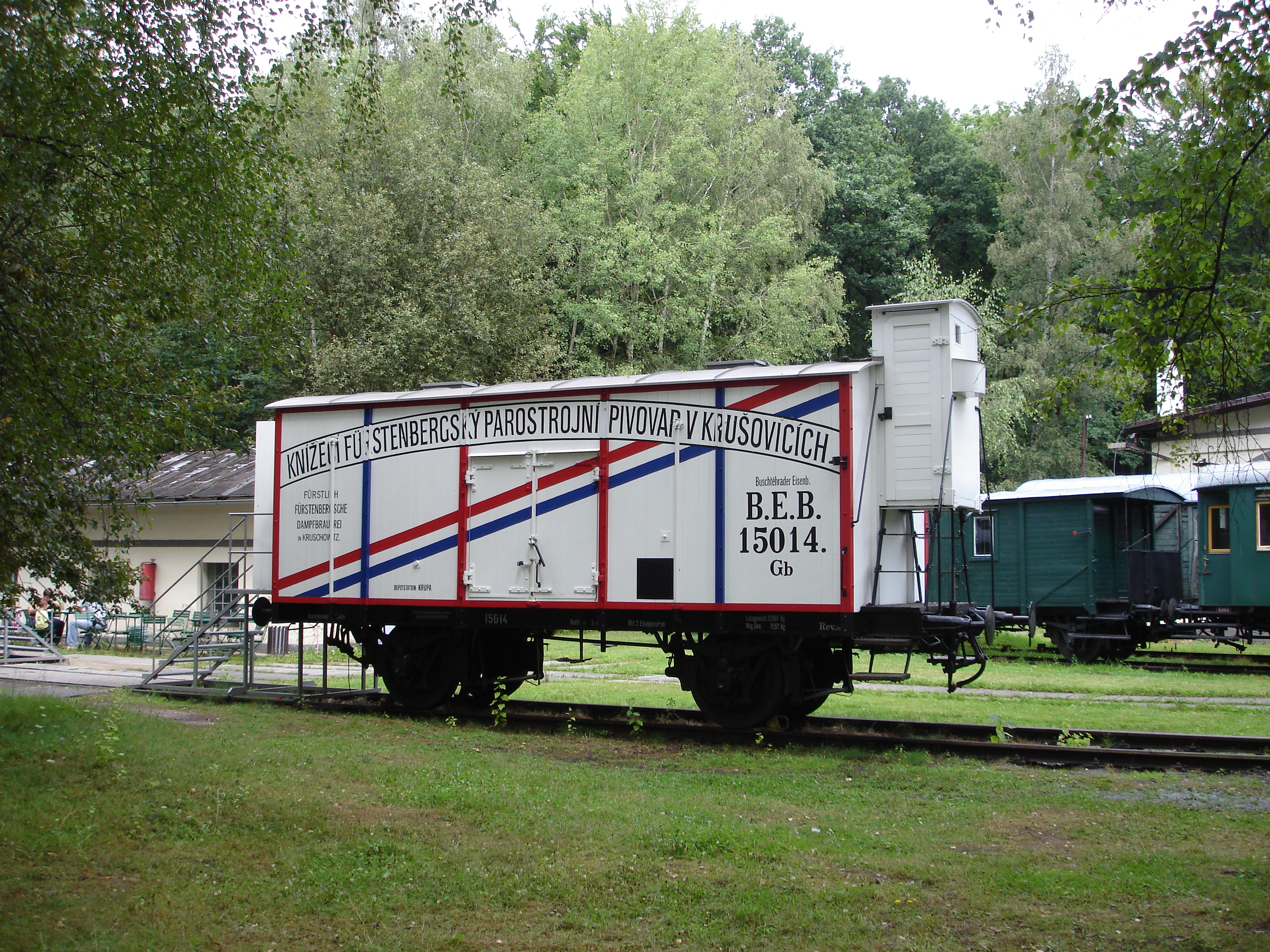
Die Brauerei Krušovice beförderte ihr Bier in Kühlwagen der B.E.B. (Eisenbahnmuseum Lužná u Rakovníka; 2008)

Der Aufschwung des Kohlebergbaus im Raum Kladno in der Mitte des 19. Jahrhunderts machte an Stelle der Pferdebahn Prag–Lana ein zeitgemäßes Verkehrsmittel für den Abtransport der Kohle erforderlich. Aus diesem Grunde konstituierte sich 1852 die Buschtěhrader Eisenbahngesellschaft (tschechisch: Buštěhradská železniční společnost), der am 1. Januar 1855 die Konzession zum Betrieb einer Dampfeisenbahn erteilt wurde. Ihr Name leitete sich von dem seinerzeit den Fürstenbergern gehörigen und gesellschaftlich bedeutsamen Schloss Buštěhrad bei Buckov her.
Die Gesellschaft nahm am 5. November 1855 ihre erste Strecke in Betrieb, die von Alt-Kladno (Staré Kladno) über 20,5 km nach Nordosten bis Kralup an der Moldau führte, von wo aus eine Verschiffung auf der Moldau und Elbe möglich wurde. Gleichzeitig wurde die alte Trasse der Pferdebahn zwischen Alt-Kladno und Vejhybka (Kladno–Výhybka) übernommen und ausgebaut. 1863 erhielt die Gesellschaft auch die Konzession zum Umbau des Teilstücks der Pferdebahn zwischen Prag und Vejhybka auf Dampfbetrieb, der 1867 noch die für den Streckenabschnitt Vejhybka–Lana folgte. Dabei wurde der Trassenverlauf teilweise neu konzipiert.
Auf Grund des Bedarfs einer Eisenbahnanbindung der Zuckerfabriken und Hopfenproduzenten im Raum Saaz und Laun, als auch der aufkommenden Braunkohlengruben im nordböhmischen Becken entwickelte sich die Bahn zu einem regionalen Verkehrsunternehmen, das bald auch den böhmischen Teil des Erzgebirge erschloss. Am 4. Februar 1871 erweiterte die Bahngesellschaft ihr Streckennetz mit der zweigleisigen Verbindung zwischen Lana über Priesen bis Komotau mit einer Länge von 83,8 km maßgeblich und stellte damit eine Direktverbindung zwischen Prag und Komotau her. In Komotau entstand ein eigener Bahnhof, der gemeinsam mit der Aussig-Teplitzer Eisenbahn genutzt wurde.
Die nächste Strecke der Buschtiehrader Eisenbahn war die am 1. August 1872 eingeweihte eingleisige Verbindung über 57,7 km auf den Kamm des Erzgebirges von Komotau nach Weipert (Bahnstrecke Chomutov–Vejprty/Reitzenhain) mit der in Krima-Neudorf anschließenden Strecke (Zweigbahn bzw. Flügelbahn) über Sebastiansberg zum sächsischen Eisenbahnnetz in Reitzenhain. Der Bau dieser äußerst kurvenreichen Verbindung gilt wegen des am steilen Südhang des Gebirges zu bewältigenden Höhenanstieges als eine technische Meisterleistung.
Am 1. März 1873 erfolgte die Inbetriebnahme der 12 km langen Strecke von Komotau nach Kaaden-Brunnersdorf.
Auch in den Folgejahren erfuhr das Streckennetz der Gesellschaft ständige Erweiterungen. Es erreichte 1891 mit 465 km seine größte Ausdehnung.
Schon vor dem Ersten Weltkrieg war eine Verstaatlichung der BEB vorgesehen gewesen. Nach 1918 lagen die Strecken der BEB auf dem Staatsgebiet der neugegründeten Tschechoslowakei, die eine möglichst schnelle Verstaatlichung aller privaten Bahnen favorisierte.
Am 1. Januar 1923 wurde die Buschtěhrader Eisenbahn per Gesetz verstaatlicht und Teil der Tschechoslowakischen Staatsbahnen ČSD. Der Buschtěhrader Bahnhof in Komotau verschmolz mit den Bahnhöfen weiterer ehemaliger Privatbahnen zum Komotauer Hauptbahnhof und ist der heutige Personenbahnhof.

## Fahrbetriebsmittel
Einige Lokomotiven der Buschtěhrader Eisenbahn blieben bis heute als Exponate des Technischen Nationalmuseums in Prag erhalten. Die Lokomotive KLADNO von 1855 ist heute die älteste erhaltene Lokomotive in Tschechien und die einzige erhalten gebliebene Engerth-Lokomotive österreichischen Ursprungs. Die ehemalige IIIa 272 (ČSD 324.391) sowie die Ia 419 (ČSD 300.619) sind als nicht betriebsfähige Museumslokomotive im Eisenbahnmuseum Lužná u Rakovníka ausgestellt.
| Dampflokomotiven der BEB | Dampflokomotiven der BEB   | Dampflokomotiven der BEB | Dampflokomotiven der BEB | Dampflokomotiven der BEB                                         | Dampflokomotiven der BEB | Dampflokomotiven der BEB |
| ------------------------ | -------------------------- | ------------------------ | ------------------------ | ---------------------------------------------------------------- | ------------------------ | ------------------------ |
| Reihe                    | Bahn-Nr.                   | Bauart                   | Baujahr                  | Hersteller                                                       | ČSD-Nr.                  | Bild                     |
| I                        | 101–105                    | C2' n2t                  | 1855–1861                | Lokomotivfabrik der StEG                                         |                          |                          |
| Ia                       | 401–422                    | C n2t                    | 1890–1906                | Wiener Neustadt, Floridsdorf, Böhmisch-Mährische Maschinenfabrik | 300.601–623              |                          |
| II                       | 106–112                    | C n2                     | 1863–1868                | Lokomotivfabrik der StEG                                         |                          |                          |
| III                      | 113–170                    | C n2                     | 1870–1873                | Lokomotivfabrik der StEG, Floridsdorf                            | 322.201–254              |                          |
| IIIa                     | 180–277                    | C n2                     | 1887–1907                | Wiener Neustadt, Lokomotivfabrik der StEG                        | 324.301–396              |                          |
| IV                       | 201–203 (bis 1887) 301–306 | D n2                     | 1884, 1890               | Wiener Neustadt                                                  | 412.001–006              |                          |
| IVa                      | 351–355                    | D n2                     | 1909                     | Böhmisch-Mährische Maschinenfabrik                               | 413.101–105              |                          |
| V                        | 1–20                       | 1B n2                    | 1870–1872                | Sächsische Maschinenfabrik/Chemnitz                              | 232.201–220              |                          |
| Va                       | 501–506                    | 1'E1' n2t                | 1918                     | Böhmisch-Mährische Maschinenfabrik                               | 524.101–106              |                          |
| VI                       | 81–84                      | 1B n2                    | 1873                     | Kessler/Karlsruhe                                                |                          |                          |
| VII                      | 90–96                      | 2'B n2                   | 1887–1897                | Wiener Neustadt                                                  | 253.301–307              |                          |
| VIII                     | 51–73                      | 2'C n2                   | 1898–1914                | Lokomotivfabrik der StEG                                         | 354.425–447              |                          |

## Strecken der Buschtěhrader Eisenbahn
| Strecke                             | Baulänge (in km) | erste Eröffnung    | Fertig- stellung   | Anmerkung                                                                                                  |
| ----------------------------------- | ---------------- | ------------------ | ------------------ | --- |
| Dubny–Alt Kladno                    | 02,690           | 5. November 1855   | 5. November 1855   | nur Güterverkehr; Lokalbahnbetrieb                                                                         |
| Wejhybka (Kladno)–Kralupp           | 024,813          | 23. Februar 1856   | 23. Februar 1872   | |
| Prag (Bubna)–Komotau Komotau–Eger   | 237,819          | 4. November 1863   | 1. März 1873       | |
| Lužna-Lischan–Rakonitz              | 09,394           | 5. Juni 1871       | 5. März 1873       | Lokalbahnbetrieb                                                                                           |
| Priesen–Kaaden-Brunnersdorf         | 010,251          | 9. November 1871   | 9. November 1871   | |
| Tirschnitz–Franzensbad              | 04,129           | 9. Dezember 1871   | 9. Dezember 1871   | |
| Prag (Smíchov)–Hostivice            | 019,334          | 3. März 1872       | 3. März 1872       | Lokalbahnbetrieb                                                                                           |
| Komotau–Krima–Grenze (–Reitzenhain) | 036,243          | 12. Mai 1872       | 23. August 1875    | Strecke Grenze–Reitzenhain im Eigentum der Kgl. Sächs. Staatseisenbahnen, gepachtet                        |
| Krima–Weipert–Grenze                | 035,144          | 12. Mai 1872       | 12. Mai 1872       | Lokalbahnbetrieb; Strecke Weipert–Grenze an Kgl. Sächs. Staatseisenbahnen verpachtet                       |
| Falkenau–Grenze (–Klingenthal)      | 027,786          | 1. Juni 1876       | 1. Oktober 1886    | Lokalbahnbetrieb; Strecke Grenze–Klingenthal im Eigentum der Kgl. Sächs. Staatseisenbahnen                 |
| Krupa–Kolleschowitz                 | 012,311          | 15. September 1883 | 15. September 1883 | Lokalbahn                                                                                                  |
| Summe:                              | 419,914          |                    |                    | um 1910 betrug die gesamte Betriebslänge einschließlich der Kohlen- und Industriebahnen (61,50 km) ~481 km |

## Für Rechnung der Eigentümer betriebene Strecken
- Lokalbahn Wickwitz–Gießhübl-Sauerbrunn (* 1. Februar 1895)